# Petre Leșcenco
Petre Leșcenco (în rusă Пётр Константинович Лещенко; n. 2 iunie 1898, Isaevo, Gubernia Herson, Imperiul Rus - d. 16 iulie 1954, Târgu Ocna) a fost un cântăreț de muzică ușoară din perioada interbelică. De origine rusă, a cântat aproape exclusiv în limba rusă. A devenit cetățean român după alipirea Basarabiei de România în 1918. A devenit cunoscut prin tangourile sale fiind supranumit „Regele tangoului rusesc”, dar a cântat și numeroase cântece populare rusești. A efectuat numeroase turnee în străinătate la Paris, Londra, Viena, Belgrad și Riga. La București a fost proprietarul barului Leșcenco de pe Calea Victoriei. Arestat în 1951 a fost deținut la canalul Dunăre-Marea Neagră și a murit în spitalul penitenciarului din Târgu Ocna.

## Tinerețea
Petre Leșcenco s-a născut la 2 iunie 1898 în satul Isaevo, în apropiere de Odesa din Gubernia Herson, Imperiul Rus (azi în Ucraina) într-o familie extrem de săracă. Mama lui Petre fiind necăsătorită s-au făcut diferite ipoteze cu privire la tatăl său. Cea mai verosimilă este că tatăl lui Piotr era moșierul din localitate. În 1909, mama lui s-a măritat cu Alexandru Alfimov și Petre a plecat cu mama și tatăl său vitreg la Chișinău. Petre a fost trimis la o școală parohială unde profesorii au constatat că are o voce bună și l-au înscris în corul eparhial, unde a învățat să cânte. Tatăl său vitreg cânta la muzicuță și la ghitară și, dându-și seama de talentul artistic al fiului său vitreg, i-a dăruit ghitara sa. În perioada în care era elev, Petre a reușit să învețe singur să cânte la ghitară.
În 1915, în vârstă de 17 ani, Petre se înscrie la școala de ofițeri din Chișinău. În anul următor este trimis pe front cu gradul de subofițer. Revoluția din 1917 îl prinde într-un spital, unde fusese internat după ce fusese rănit pe front. După relatările unor ofițeri din armata albă, în 1919, Leșcenco ar fi participat la Războiul Civil Rus de partea forțelor contrarevoluționare, în calitate de ofițer într-un regiment al Cazacilor din Kuban. După înfrângerea armatei albe ar fi fost evacuat din Crimeea și s-ar fi refugiat în insula Rhodos unde s-ar fi familiarizat cu muzica țigănească. Nu există dovezi care să confirme aceste relatări.
Familia lui Petre Leșcenco rămâne la Chișinău. În 1917 se naște sora lui Valentina, iar în 1920 a doua soră, Ecaterina.

## Începuturile carierei muzicale
Având cetățenia română în calitate de locuitor al Basarabiei Leșcenco revine în România. Duce o viață grea având diferite activități ocazionale: tâmplar, dirijor de cor la catedrala din Chișinău, ospătar și altele. A mai cântat la ghitară în pauzele dintre spectalolele cinematografelor "Orpheum" și "Suzana". Apoi intră în contact cu un grup de tineri de la teatrul din Chișinău și este activ în promovarea noilor dansuri la modă, printre care și Lezghinka care este dansat în pauzele de la cinematograful "Orpheum". Ulterior Petre Leșcenco face diferite turnee în orașele din Basarabia.
În 1925 Petre Leșcenco pleacă la Paris, unde apare într-un spectacol muzical, cântând la balalaică. Apoi, îmbrăcat într-o haină de cerchez dansa o lezghinka cu un pumnal în dinți, pe care, în cele din urmă îl înfigea în podea. Numărul a avut un succes remarcabil. Dorind să-și îmbunătățească tehnica de dans, se încrie la școala de balet a balerinei Vera Trefilova, fostă solistă a Teatrului Mariinski. Aici o întâlnește pe Zinaida Zakit, o dansatoare letonă din Riga.

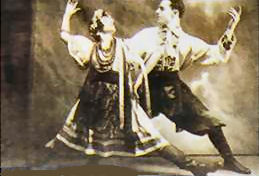
Petre Leșcenco dansând cu Zinaida Zakit în 1929

Petre Leșcenco formează cu Zinaida Zakit un cuplu de dans care apare cu succes în diferite restaurante din Paris, alternând numerele de dans cu diferite cântece. Leșcenco nu avea o voce puternică și, într-o perioadă în care nu existau microfoanele, nu putea acoperi publicul dintr-o sală de spectacole, dar interpretările sale erau perfecte pentru săli de restaurant mai mici.
În mai 1926, un grup de artiști polonezi care lucraseră într-un restaurant din Cernăuți au obținut un contract la teatrul din Adana, Turcia și i-au invitat pe Petre Leșcenco și Zinaida Zakit să-i însoțească. Din mai 1926 până în august 1928 cuplul a făcut un turneu prin Europa de Est și Orientul Mijlociu, trecând prin Constantinopol, Adana, Smyrna, Beirut, Damasc, Alep, Atena și Salonic. În 1927, la Smyrna, Petre Leșcenco s-a însurat cu Zinaida Zakit.
După terminarea turneului, Petre și Zinaida se instalează la Chișinău și dau spectacole în fiecare seară la restaurantul “London” unde cânta orchestra de jazz dirijată de Michael Weinstein.

## Perioada anilor 1930
Sfârșitul anului 1930 reprezintă sfârșitul primei etape din cariera lui Petre Leșcenco. Soția sa Zinaida a rămas însărcinată și în ianuarie 1931 s-a născut fiul său Igor Leșcenco. Deoarece nu mai putea dansa, Petre Leșcenco a decis să încerce să-și dezvolte cariera în calitate de cântăreț, renunțând la dans. În partea veche a orașului Riga exista o mică cafenea numită "AT". În cafenea cânta uneori o mică orchestră, organizată de violonistul Herbert Schmidt și adeseori mai participau cântăreți precum și actorul rus Vsevolod Orlov cu diferite scheciuri. Cafeneaua era locul de întâlnire a intelectualilor din oraș, printre care și compozitorul Оskar Strok. La acest local a fost invitat să cânte și Petre Leșcenco, Oskar Strok aranjând repertoriul. Tot Strok l-a învățat tehnica necesară pentru reprezentațiile sale în calitate de solist. Atâta vreme cât fusese dansator, scurtele sale cântece erau bazate pe o respirație scurtă, adecvată oboselii de după efortul depus în timpul dansului. Oskar Strok l-a învățat modul de respirație adecvate unui cântăreț precum și modul în care putea să-și pună în valoare vocea, care avea un timbru plăcut dar nu avea un volum foarte mare. Performanța a fost foarte apreciată și a reprezentat începutul succesului internațional al lui Leșcenco. Spectacolele din Riga au arătat însă că genul lui Leșcenco era mult mai potrivit pentru săli mici, de cafenea sau restaurante, decât pentru scenă. Reprezentațiile sale din sălile cinematografelor au generat mult mai puțin entuziasm.
În vara anului 1931, agentul său, Duganov, a organizat pentru Leșcenco o serie de concerte la Liepāja, pe malul Mării Baltice, programul acestora fiind din nou aranjat de O. Strok. Leșcenco își petrece aici sezonul de vară cu familia, cântând la restaurantul "Jurmala". Problema mărimii sălii în care cânta s-a ridicat și de această dată, concertele date în marea sală a Clubului Nautic din Liepāja fiind în general prost apreciate. După întoarcerea la Riga, își reia activitatea în atmosfera care îi convenea mai bine de la cafeneaua "AT".
Repertoriul lui Petre Leșcenco cuprinde lucrări ale compozitorilor din Letonia, printre care "Ochi negri", "Rapsodie albastră", "Ultimul meu tango" și "Spune-mi dece" de Оskar Strok și "Tatiana", "Miranda", "Nastia-ca o mură" și "Un pahar de vodca" de Mark Marianovski dar și lucrări ale unor compozitori români precum George Sbârcea(alias Claude Romano) cu tangourile ''Anikusha'' (''Anișoara'') și ''Studientochka'' (''Studentina''), tangoul "Când felinarele se-aprind" de Petre Andreescu, "Mișa" de G. Vilnov sau "Sașka" de Max Halm și chiar compoziții proprii cum sunt melodiile "Basarabeanca: Din Basarabia la Riga", "Bucură-te, sufletul meu!" și "Băiețelul".
Ca ''Rege al tangoului rusesc'',am repertoriat că ar fi rămas până în zilele noastre înregistrări cu circa 40 de tangouri inegalabil interpretate de Petre Leșcenco (unul în duet cu cea de a doua sa soție,Vera). Un tangou al său din 1934, faimos în România și în lume, este ''Serdtze''(= Inima).
În 1931 Leșcenco ajunsese sufficient de cunoscut pentru a putea să se gândească la înregistrarea unor discuri cu cântecele pe care le interpreta. Începutul l-a făcut la Berlin cu firma Parlophon a lui Carl Lindström unde a înregistrat zece melodii pe discuri de 78 rot-min, printre care trei compuse și cu texte proprii. În același an, Helmars Rudzitis înființează la Riga firma en:Bellaccord Electro și face apel la artiștii din localitate pentru primele discuri pe care le produce. La  această companie Leșcenko face înregistrări cu cântecele sale de succes din capitala letonă: "Tango ultima mea", "Spune-mi de ce" și altele.   Ulterior, Leșcenco a semnat un contract cu filiala din România a societății de discuri Columbia Records cu care a înregistrat aproape 80 de melodii. În continuare a înregistrat discuri, tot în România, cu societatea Electrecord. Deși vorbea fluent rusa, româna, ucraineana, franceza, germana și engleza, aproape toate înregistrările sale sunt cântate în limba rusă, deși în reprezentațiile sale din România includea, de cele mai multe ori, și unele melodii cântate în limba română.
Datorită discurilor sale, Leșcenco devine, în scurt timp celebru. El își îmbogățește în permanență repertoriul cu lucrări ale compozitorilor celor mai cunoscuți din perioada respectivă, cu prioritate din Europa centrală și de est, inclusiv cei din Uniunea Sovietică: Оskar Strok, Mark Marianovski, Claude Romano (Gheorghe Sbârcea), Еfim Sclearov, G. Vilnov, Vladislav Okolo-Kulak (Sașa Vladi), Artur Gold, J. Peterburgski, Ernst Höningsberg, I. O. Dunaevski, Dmitri Pokrass, Iuli Hait, deși adeseori în aranjamente muzicale proprii. Este acompaniat de unele din cele mai bune orchestre europene: frații Höningsberg, Herbert Schmidt, Nicolae Cereșni și alții.
În 1932, soții Leșcenco se reîntorc pentru ultima oară la Chișinău unde Petre Leșcenco dă două reprezentații. Apoi se mută împreună cu părinții și surorile sale la București, unde se simțea mai bine decât la Riga unde, având în vedere că nu vorbea letona, exceptând contactele sale cu comunitatea exilaților ruși, avea nevoie de un translator. 
În 1933, înființează compania „Gheruțchi, Cavur și Leșcenco” care a deschis pe Strada Brezoianu Nr. 7 din București o mică cafenea-restaurant numită "Căsuța noastră". Capitalul necesar a fost furnizat de Gheruțchi, care primea oaspeții la intrare. Cavur era un bucătar cu experiență care se ocupa de bucătărie. Petre Leșcenco era răspunzător de programul artistic. Alexandru Alfimov, tatăl vitreg al lui Leșcenco, se ocupa de garderobă.
Cu toate acestea, Petre Leșcenco nu renunță la turneele sale. În 1933 Petre Leșcenco este angajat de Mark I. Garapic, proprietarul cabaretului "Русская семья" (Familia rusă) din Belgrad să cânte la acest local. Contractul era încheiat în condiții deosebit de avantajoase pentru Leșcenco, cu un onorariu de 15 dolari pe seară. Acest turneu nu a fost un succes, deoarece numărul lui Leșcenco nu se potrivea cu cel al sopranei estoniene Voskresenskaya cu care era cuplat iar contractul a fost reziliat după douăsprezece zile. Totuși în timpul șederii sale la Belgrad, Leșcenco a fost invitat să cânte la o festivitate de familie a regelui Alexandru I al Iugoslaviei Karađorđević. Apoi se duce la Viena unde mai dă o serie de spectacole. La sfârșitul anului 1933 el concertează la Riga, în Letonia, precum și în țările vecine Lituania și Estonia.

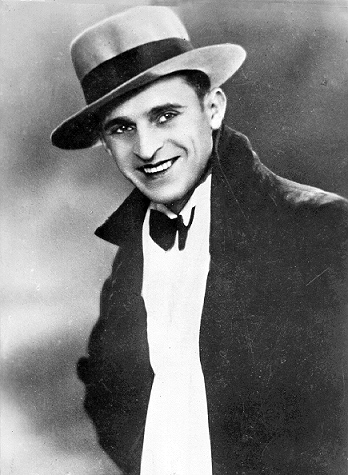
Petre Leșcenco în timpul unui spectacol în 1935

În 1934 Petre Leșcenco pleacă la Londra. El cântă în mai multe emisiuni de la BBC, în cele mai scumpe restaurante și saloane aristocratice din Londra. La "Pensiunea Rusă" după cină, el cântă la ghitară, acompaniat la pian de principele Felix Yusupov. În plus, nu refuză nici participarea la spectacole de caritate, chiar în zilele în care avea un concert. În patru luni el dă 90 de concerte. La București, regele Carol al II-lea l-a invitat de mai multe ori să cânte la palat.
În 1935, cu capitalul strâns din exploatarea restaurantului său, Petre Leșcenco deschide un nou restaurant de lux, "Barul Lescenco", pe Calea Victoriei. Restaurantul este frecventat atât de persoanele de vază din emigrația rusă cât și de elita societății din Bucuresti. În restaurant cânta o orchestră mare și dansau cele două surori ale sale, Valentina și Ecaterina, pe care le instruise Zinaida Zakit. Totuși partea importantă a spectacolului de la "Barul Leșcenco" o constituia programul lui Petre Leșcenco. Dintre sărbătoririle care au avut loc la acest bar, merită o mențiune specială dineul dat la 7 februarie 1937 în cinstea lui Feodor Șaliapin, cu prilejul vizitei acestuia la București.
După deschiderea barului său, numărul turneelor sale în străinătate s-a redus, în parte și din cauza tensiunilor din perioada premergătoare celui de-al Doilea Război Mondial.
În 1938 Petre Leșcenco și Zinaida ajung pentru ultima oară la Riga unde Leșcenco dă ultimul său concert din Letonia, acompaniat de orchestra dirijată de Herbert Schmidt. În 1940 el dă ultimele sale concerte la Paris, reușind cu multă greutate să se întoarcă în țară, continuând să cânte la restaurantul său.

## Perioada celui de-al Doilea Război Mondial
În 1940, România este angrenată în evenimentele internaționale legate de cel de-al Doilea Război Mondial. Cedarea Basarabiei, Bucovinei de Nord și a Transilvaniei de Nord, urmată de intrarea în război a României în 1941. Aceste evenimente au schimbat total viața lui Petre Leșcenco.
În octombrie 1941, Petre Leșcenco a primit ordin de concentrare urmând să se prezinte la Regimentul 16 Infanterie din Fălticeni, unde fusese repartizat. Considerându-se de naționalitate rusă, nu voia să lupte împotriva conaționalilor săi și se sustrage din diferite pretexte, continuând să concerteze la restaurantul său. Se prezintă la Fălticeni abia după trei convocări, fiind judecat de un tribunal militar pentru dezertare. Fiind artist, i s-a aprobat mobilizarea pe loc, cu avertizarea că, în  cazul unui nou ordin de concentrare, neprezentarea avea să aibă urmări mult mai severe.
În decembrie 1941, după cucerirea Odesei de către trupele române, Viktor Alekseievici Seliavin, directorul operei din Odesa, îl invită pe Petre Leșcenco să dea o serie de concerte. Deși toate biletele fuseseră vândute, Leșcenco și-a amânat vizita, fiindu-i teamă că va fi din nou concentrat. În martie 1942, el a primit însă permisiunea de la Gheorghe Alexianu, guvernatorul Transnistriei, să-și efectueze turneul, sosind la Odesa în luna aprilie a aceluiași an. La cererea autorităților române, concertele sale trebuiau să cuprindă și melodii interpretate în limba română.
În timpul repetițiilor a făcut cunoștință cu Vera Belousova. Vera era fiica lui Gheorghi Belousov, un salariat al NKVD, care se înrolase ca voluntar în Armata Roșie la începutul războiului. Vera avea 19 ani, fiind cu 25 de ani mai tânără decât Petre Leșcenco. Era studentă la conservatorul din Odesa și pentru a se întreține cânta într-un cinematograf acompaniindu-se la acordeon. Era foarte frumoasă și avea o voce extrem de plăcută, Petre Leșcenco îndrăgostindu-se imediat.
Datorită legăturii cu Vera Belousova, Petre Leșcenco revenea periodic la Odesa și îi cere să se mărite cu el. Relațiile sale cu soția sa, Zinaida Zaklt, se răcesc și degenerează în scandaluri. Primind un nou ordin de concentrare, în aprilie 1943, el reușește să se eschiveze cu ajutorul unui prieten chirurg, internându-se în spital pe o durată de 10 zile pentru o operație de apendicită de care nu avea nevoie. El obține apoi un concediu de convalescență de 25 de zile. Între timp plecarea regimentulul său la Kerci, în Crimeea a fost amânată și Petre Leșcenco reușește să obțină repartizarea la un grup artistic al armatei române. În sfârșit, în octombrie 1943 ne mai având altă ieșire, a fost totuși nevoit să plece la Kerci, unde, având în vedere experiența sa din domeniul restaurantelor, i s-a încredințat sarcina de șef al popotei ofițerilor. El stă la Kerci până în martie 1944, când regimentul său este retras din Crimeea. Reușește să plece în permisie dar în loc de a reveni la București se duce la Odesa. Aici află zvonul că, din cauza apartenenței la NKVD a lui Gheorghi Belousov, întreaga sa familie urma să fie deportată in Germania. Petre Leșcenco reușește să-și ia atât logodnica, cât și pe mama și pe frații acesteia și să plece cu ei la București. În aprilie 1944 au început bombardamentele Bucureștilor și restaurantul Leșcenco a fost distrus. În mai 1944, Petre ajunge să transcrie divorțul său de Zinaida Zakit și se însoară cu Vera Belousova, care obține astfel cetățenia română.

## Anii postbelici
După intrarea trupelor sovietice în București, la 31 august 1944, Petre Leșcenco începe să dea concerte pentru trupele sovietice. Totuși, primele sale concerte au fost primite cu multă răceală de spectatorii sovietici, fapt care l-a mâhnit profund pe Leșcenco. Deoarece era considerat un artist decadent, se pare că activiștii politici dăduseră instrucțiuni clare că Leșcenco nu trebuie să fie aplaudat. Atmosfera s-a schimbat după ce la concertele lui Leșcenco au participat mareșalii Gheorghi Jukov și Ivan Konev, care au fost foarte impresionați de reprezentații. Pe de altă parte, discurile cu cântecele lui erau cumpărate în număr foarte mare de ofițerii Armatei Roșii care se aflau în România. Leșcenco a ajuns să fie protejatul generalului Vladimir Ivanovici Burenin, comandatul garnizoanei din București a armatei sovietice. Într-o perioadă de trei ani, el a dat peste o sută de concerte pentru armata sovietică, în săli de concert, în cazărmi sau în spitale. Repertoriul său s-a modificat, a renunțat la tangourile și foxtroturile care îi asiguraseră faima și a început să cânte mai mult romanțe și cântece populare rusești, în marea lor majoritate cântece triste.
Familia soției sale s-a întors la Odesa. După război, Gheorghi Belousov s-a întors acasă foarte bolnav. Foarte nemulțumit de căsătoria fiicei sale, el a refuzat să intre în contact cu ea și a interzis și celorlalți membri ai familiei să întrețină corespondență cu ea.
Din 1948 Petre Leșcenco a cântat în diferite restaurante și cinematografe din București, uneori împreună cu soția sa. Mai dădea reprezentații în diferite teatre de revistă din București și din provincie. Totuși, în perioada ocupației sovietice, publicul românesc aprecia mai puțin spectacolele cu muzică rusească. Cu toate că mulți dintre prietenii lor reușiseră să plece din România, Petre Leșcenco a refuzat categoric să urmeze sfaturile prietenilor săi și să fugă în occident. Existau însă indicii că situația familiei Leșcenco devenea periculoasă: soției sale i se retrăsese cetățenia română și era considerată rezidentă străină în România. Deoarece trăise în URSS, Vera își dădea mai bine seama de pericolul situației în care se afla, dar ea nu concepea posibilitatea de a pleca singură, fără Petre. Deși, după primele întâlniri cu reprezentanții sovietici, Leșcenco declarase categoric că nu avea intenția de a se stabili în Uniunea Sovietică, el și-a schimbat ulterior părerea. Evenimentele s-au precipitat după ce, în mod neașteptat, Petre Leșcenco, considerându-se de naționalitate rusă, i-a scris lui Iosif Visarionovici Stalin solicitând să i se aprobe cetățenia sovietică și dreptul de a se întoace în URSS. Motivația acestui demers este greu de determinat, având în vedere că i se spusese direct că, în Uniunea Sovietică, soția sa Vera era considerată o trădătoare.
În martie 1951 primește un răspuns favorabil cererii sale de repatriere. După câteva zile, la terminarea unui concert la Brașov, în ziua de 26 martie 1951, este arestat de organele de securitate, pare-se la cererea autorităților sovietice. Vera Leșcenco primse doar cu câteva zile înainte înștiințarea că permisul ei de ședere în România expira la 31 decembrie 1951.
Vera Leșcenco s-a decis să facă apel la generalul Burenin, care nu era doar un admirator al lui Petre Leșcenco și care fusese oaspetele lor de multe ori. Vera s-a dus la Burenin împreună cu Valentina, sora lui Petre Leșcenco. Generalul le-a primit cu multă amabilitate, a părut surprins de vestea arestării și le-a asigurat că se va interesa și va luat toate măsurile pentru eliberarea lui Petre, promițând că le va informa telefonic de rezultatele demersurilor sale. Abia după ce a constatat că nu a primit niciodată telefonul promis și-a dat seama că arestarea lui Petre Leșcenco fusese posibilă doar cu cooperarea totală a autorităților sovietice.
Sperând că Petre Leșcenco va fi în curând eliberat, ea a încheiat un contract să cânte la restaurantul „Mon Jardin” de pe Calea Dorobanți din București, unde concerta o orchestră de muzicieni basarabeni, ignorând sfaturile de a pleca din capitală.
Imediat după arestare, Petre Leșcenco a fost ținut într-o închisoare la București, apoi a fost trimis la Canalul Dunăre-Marea Neagră. După nouă luni, Vera Leșcenco a reușit să obțină permisiunea de a-l vedea la vorbitor. A fost ultima dată când cei doi soți s-au mai văzut.
La scurt timp după aceea, a fost arestată și Vera Leșcenco. A fost dusă în Uniunea Sovietică și, la 5 august 1952, tribunalul din Dnepropetrovsk a condamnat-o la moarte pentru trădare și pentru căsătoria cu un cetățean străin fără permisiunea autorităților sovietice. Pedeapsa a fost apoi comutată la douăzeci și cinci ani de închisoare. A fost deținută în lagărul Ivdellag din apropiere de orașul Ivdel, regiunea Sverdlovsk, la 525 km nord de Ekaterinburg. Vera Leșcenco a fost eliberată la 12 iulie 1954.

Petre Leșcenco a murit la 16 iulie 1954 în spitalul penitenciar din Târgu Ocna. Există mai multe versiuni referitoare la moartea sa: conform uneia dintre ele, moartea sa a fost provocată de otrăvirea din cauza unor produse alimentare alterate, după alta de un ulcer stomacal perforat. În sfârșit, după unele relatări, ar fi fost bătut până la moarte de gardienii din închisoare pentru că a refuzat să cânte pentru ei. Locul de înhumare nu este cunoscut.
Vera Leșcenco a încercat zadarnic timp de mulți ani să afle ceva despre soarta soțului ei. A reușit doar să afle că a murit, fără alte detalii. Nici după răsturnarea regimului comunist din România în 1989 autoritățile române nu i-au furnizat informațiile cerute. Toată viața ei a trăit cu amintirea celor 8 ani cât fusese măritată cu Petre Leșcenco, înainte de a fi arestat. În 2009 a reușit să publice un volum despre Petre Leșcenco. Vera Leșcenco a murit scurt timp după apariția acestui volum, la 18 decembrie 2009, la Moscova.

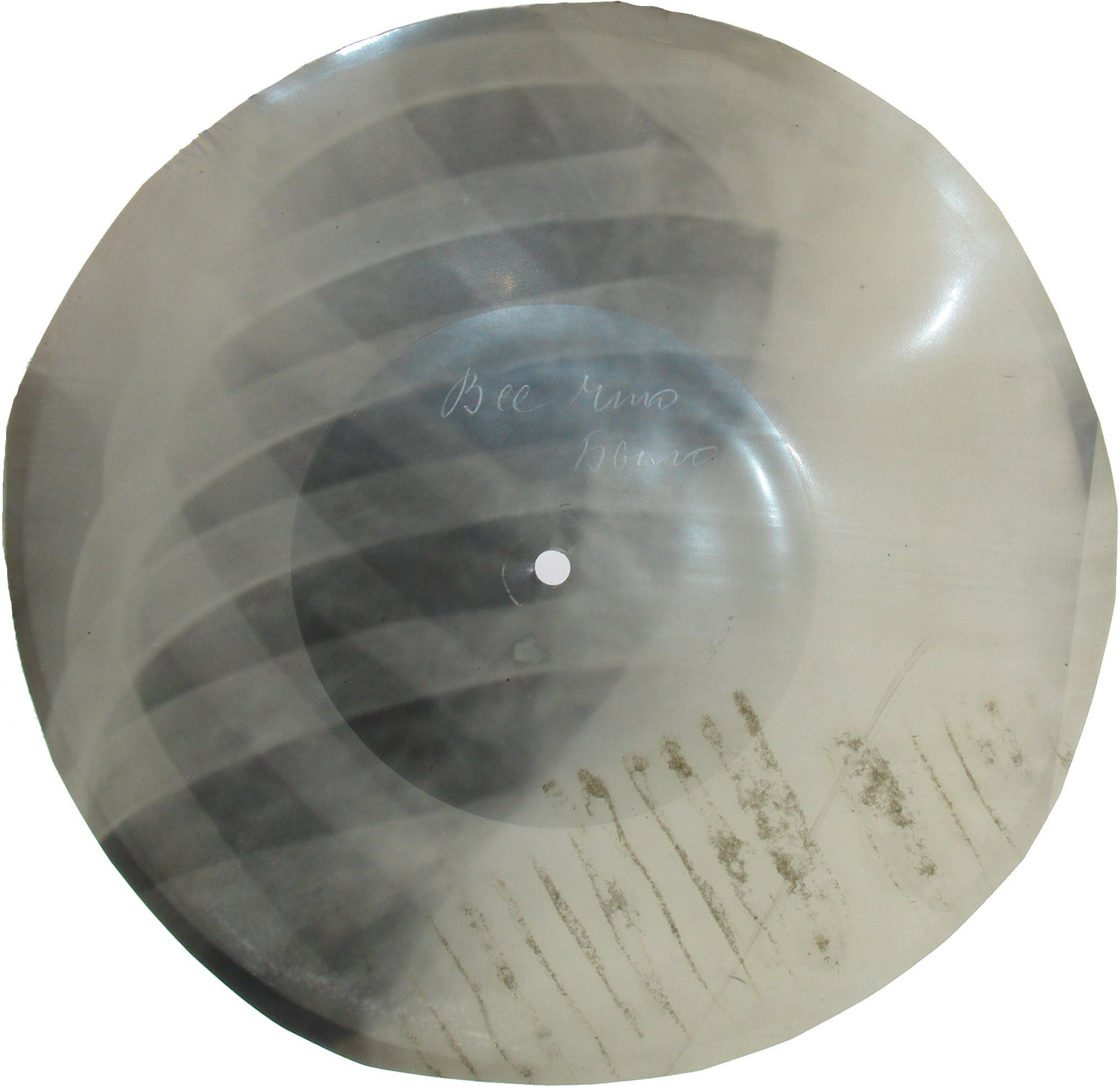
Disc cu cântecul Всё что было (Tot ce s-a întâmplat) interpretat de Petre Leșceno.
Discul a fost fabricat clandestin în Uniunea Sovietică pe plăci de radiografie. Imaginea radiografiei poate fi observată pe disc

## Răspândirea discurilor lui Leșcenco în Uniunea Sovietică
Fiind considerat un emigrant, muzica lui Petre Leșcenco era interzisă în Uniunea Sovietică și discurile sale nu puteau fi obținute în comerț. Chiar dacă unele din melodiile sale fuseseră scrise de compozitori sovietici, cum erau Isaak Dunaievski, modul său de interpretare fusese declarat decadent de autoritățile sovietice și cântăreții din URSS care căutau să le imite, erau criticați fiind acuzați că „repetă sunetele îmbătătoare ale lui Leșcenco”. Printre cei criticați se aflau și artiști de renume ai Uniunii Sovietice, printre care Clavdia Șuljenko. Totuși, posturile de radio din țările învecinate, printre care cele din Riga, Helsinki, Teheran și altele, transmiteau regulat emisiuni în limba rusă și includeau multe din melodiile interpretate de Leșcenco. Radiofonistul Ernst Krenkel, care lucra în stațiunea în derivă pentru cercetări polare conduse de Ivan Papanin relatează că, în 1937, a ascultat melodiile "Musenka rodnaiana" și "Blinî", care erau transmise de stația de radio Reykjavik. Melodiile sale erau înregistrate în mod clandestin pe plăci pentru radiografii și se comercializau pe sub mână. În timpul celui de al doilea război mondial, discurile lui Leșcenco erau ascunse și îngropate în pământ împreună cu alte posesiuni de preț.
Aceasta a dus și la anumite falsuri. Astfel, în anii de după război, orchestra de jazz a muncitorilor tutungii din Moscova, condusă de Nikolai Markov, a pus pe picioare o întreagă industrie de producere a unor discuri clandestine, care ar fi fost cântate de Leșcenco. Discurile erau comercializate clandestin în RSFSR, RSS Ucraineană și RSS Moldovenească. Un disc vândut cu mult succes cuprindea melodia Juravli, pe care Leșcenco nu a cântat-o niciodată.
Chiar până la începutul anilor 60 se puteau cumpăra, pe sub mână, copii ale discurilor lui Leșcenco, copiate pe plăci de radiografie. Personalități din nomenclatura PCUS comandau la Fabrica de discuri din Aprelevka discuri cu melodii interpretate de Leșcenco pentru uzul lor personal.
Începând din anii 1970 a avut loc o reconsiderare a operei lui Petre Leșcenco. Au fost produse discuri noi cu toate înregistrările vechi care mai există și au fost publicate mai multe biografii ale artistului.

## Discografie
Înregistrările de pe verso care au fost reeditate sunt indicate o singură dată.

## Discuri Parlophon
| An   | Număr de catalog | Piese | Compozitor                    | Textier                    | Acompaniament       | Note                  |
| ---- | ---------------- | --- | ----------------------------- | -------------------------- | ------------------- | --------------------- |
| 1931 | B 23057          | Сегодня буду день последний ждать (Așteptați azi va fi ultima zi) От Бессарабии до Риги (Din Basarabia la Riga) | I. Feldman cântec moldovenesc | N. Osenin P. Leșcenco      | Orch. Otto Dobrindt | înregistrat la Berlin |
| 1931 | B 23058          | Мы с тобой цыгане (Suntem țigani) Прощай, мой табор (Rămâi cu bine, tabăra mea)                                 | I. Feldman B. Prozorovski     | K. Podrevski B. Makovski   | Orch. Otto Dobrindt | înregistrat la Berlin |
| 1931 | B 23059          | Веселись, душа (Bucură-te, sufletul meu) Хорош мальчик уродился (S-a născut un băiat bun)                       | P. Leșcenco P. Leșcenco       | P. Leșcenco P. Leșcenco    | Orch. Otto Dobrindt | înregistrat la Berlin |
| 1931 | B 23060          | Все лгут цыгане (Toți țiganii sunt mincinoși) Две гитары (Două ghitare)                                         | A. Gurovich cântec popular    | P. Leșcenco A. Grigorev    | Orch. Otto Dobrindt | înregistrat la Berlin |
| 1931 | B 23061          | Станочек (Mașinuță) Мальчишка (Băiețelul)                                                                       | B. Prozorovski cântec popular | B. Timofeev cântec popular | Orch. Otto Dobrindt | înregistrat la Berlin |

## Discuri Bellaccord
| An   | Număr de catalog | Piese                                                                                            | Compozitor                         | Textier                               | Acompaniament    | Note                |
| ---- | ---------------- | ------------------------------------------------------------------------------------------------ | ---------------------------------- | ------------------------------------- | ---------------- | ------------------- |
| 1934 | 3239             | Возле леса у реки (Aproape de râu lângă pădure) Песнь гитары (Cântec pentru ghitară)             | I. Prigoji O. Strok                | I. Prigoji O. Strok                   | Orch. Bellaccord | înregistrat la Riga |
| 1934 | 3240             | Стаканчики граненые (Pahare fațetate) Трошка (Troșka)                                            | B. Prozorovski N. Tagamlițki       | B. Prozorovski N. Tagamlițki          | Orch. Bellaccord | înregistrat la Riga |
| 1934 | 3241             | Марфуша (Marfușa) Вернись (Întoarcere)                                                           | M. Marianovski G. Ipsilanti        | M. Marianovski G. Ipsilanti           | Orch. Bellaccord | înregistrat la Riga |
| 1934 | 3242             | Рюмка водки (Un pahar de vodcă) Ты и эта гитара (Tu și această ghitară)                          | M. Marianovski E. Petersburgski    | M. Marianovski Ratinovski             | Orch. Bellaccord | înregistrat la Riga |
| 1934 | 3243             | Скучно (Plictisit) Не плачь, мой бэби (Nu țipa, copilul meu)                                     | A. Vladi K. Romano                 | P. Leșcenco P. Leșcenco               | Orch. Bellaccord | înregistrat la Riga |
| 1935 | 3310             | Миша (Mișa) Вернулась снова ты (Iar te-ai întors)                                                | G. Vilnov P. Leșcenco              | P. Leșecenco P. Leșcenco              | Orch. Bellaccord | înregistrat la Riga |
| 1935 | 3311             | Не уходи (Nu pleca) Алеша (Alioșa)                                                               | E. Scliarov G. Korologos           | P. Leșcenco P. Leșcenco               | Orch. Bellaccord | înregistrat la Riga |
| 1935 | 3312             | Девонька (Fetițo) Два сердца (Două inimi)                                                        | autor necunoscut G. Serevski       | autor necunoscut G. Serevski          | Orch. Bellaccord | înregistrat la Riga |
| 1935 | 3320             | Праздник в деревне (Sărbătoare în sat) Частушки-переберушки (Cuplete-pereberușki)                | cântec popular P. Leșcenco         | cântec popular P. Leșcenco            | Orch. Bellaccord | înregistrat la Riga |
| 1935 | 3327             | Студенточка (Studentă mică) Всё за любовь я прощаю (Iert totul pentru dragoste)                  | K. Moskopod G. Vars                | P. Leșcenco P. Leșcenco               | Orch. Bellaccord | înregistrat la Riga |
| 1935 | 3328             | За гитарный перебор (Cântec pentru ghitară) Заря восход играет (Apar zorile)                     | I. Hait cântec țigănesc            | P. Grigorev cântec țigănesc           | Orch. Bellaccord | înregistrat la Riga |
| 1935 | 3403             | Играй, цыган (Joacă, țigane) Лола (Lola)                                                         | I. Vasilescu E. Roman              | autor necunoscut autor necunoscut     | Orch. Bellaccord | înregistrat la Riga |
| 1935 | 3404             | Беллочка (Bellocika) Андрюша (Andriușa)                                                          | P. Leșcenco M. Belostoțki          | P. Leșcenco P. Leșcenco               | Orch. Bellaccord | înregistrat la Riga |
| 1935 | 3405             | Когда зажгутся фонари (Când felinarele se-aprind) Саша (Sașa)                                    | P. Andreescu M. Halm & P. Leșcenco | P. Leșcenco P. Leșcenco               | Orch. Bellaccord | înregistrat la Riga |
| 1936 | 3440             | Блины (Clătite) Татьяна (Tatiana)                                                                | M. Marianovski M. Marianovski      | M. Marianovski M. Marianovski         | Orch. Bellaccord | înregistrat la Riga |
| 1936 | 3441             | Мусенька, родная (Musenca, dragă) Синяя рапсодия (Rapsodie albastră)                             | O. Strok O. Strok                  | O. Strok N. Labkovski                 | Orch. Bellaccord | înregistrat la Riga |
| 1936 | 3442             | Уйди (Pleacă) Ямщик (Vizitiul)                                                                   | E. Skliarov P. Leșcenco            | autor necunoscut P. Leșcenco          | Orch. Bellaccord | înregistrat la Riga |
| 1936 | 3443             | Друзья (Prieteni)                                                                                | P. Leșcenco                        | P. Leșcenco                           | Orch. Bellaccord | înregistrat la Riga |
| 1936 | 3444             | Сеньорита (Seniorita) Кавказ (Caucaz)                                                            | autor necunoscut M. Marianovski    | autor necunoscut M. Marianovski       | Orch. Bellaccord | înregistrat la Riga |
| 1936 | 3445             | Караван (Caravana) Ты едешь одинокая (Pleci singur)                                              | B. Prozorovski P. Leșcenco         | B. Timofeev P. Leșcenco               | Orch. Bellaccord | înregistrat la Riga |
| 1937 | 3687             | Пой, цыган (Cântă, țigane) Эй, друг гитара (Ghitara, prietenul meu)                              | B. Fomin B. Fomin                  | B. Timofeev B. Timofeev               | Orch. Bellaccord | înregistrat la Riga |
| 1937 | 3688             | Метелица (Viscol) Увяли грёзы (S-au stins visele)                                                | I. Tatarinov V. Naikausko          | I. Tatarinov V. Naikausko             | Orch. Bellaccord | înregistrat la Riga |
| 1937 | 3689             | Моя Марусечка (Marusecika mea) Ваня (Vania)                                                      | P. Leșcenco S. Șapiro              | E. Vilnov L. Fedotov                  | Orch. Bellaccord | înregistrat la Riga |
| 1937 | 3690             | Капризная (Capricioasă) Туманно на душе (Ceață pe suflet)                                        | A. Karcevski E. Skliarov           | A. Karcevski N. Kușnir                | Orch. Bellaccord | înregistrat la Riga |
| 1937 | 3691             | Я бы так хотел любить (Aș vrea să te iubesc așa) Широка страна моя родная (Țară mare patria mea) | E. Skliarov N. Dunaevski           | N. Mihailova V. Lebedev-Kumach        | Orch. Bellaccord | înregistrat la Riga |
| 1937 | 3692             | Цыганочка моя (Țigăncușa mea) Скажите почему (Spuneți-mi de ce)                                  | O. Strok O. Strok                  | I. Berkovich O. Strok                 | Orch. Bellaccord | înregistrat la Riga |
| 1937 | 3693             | Катя (Katia) Завял наш бедный сад (S-a veștejit biata noastră grădină)                           | O. Strok A. Suhanov                | I. Berkovich & P. Leșcenco A. Suhanov | Orch. Bellaccord | înregistrat la Riga |
| 1937 | 3694             | Всё что было (Tot ce s-a întâmplat) Льется песня (Se aude un cântec)                             | I. Davîdov V. Krucinin             | P. Gherman M. Lahtin                  | Orch. Bellaccord | înregistrat la Riga |
| 1937 | 3695             | Тринцы-бринцы (Trințî-brințî) Тпру, ты дутый (Vai, exagerezi)                                    | cântec popular cântec popular      | cântec popular cântec popular         | Orch. Bellaccord | înregistrat la Riga |
| 1937 | 3746             | Настя (Nastia) Барселона (Barcelona)                                                             | M. Marianovski M. Marianovski      | M. Marianovski M. Marianovski         | Orch. Bellaccord | înregistrat la Riga |
| 1937 | 3747             | Ванька, спой (Cântă, Vanea) Гармошка (Acordeon)                                                  | M. Marianovski L. Leski            | M. Marianovski V. Selenghel           | Orch. Bellaccord | înregistrat la Riga |

## Discuri Columbia
| An   | Număr de catalog | Piese                                                                           | Compozitor                        | Textier                             | Acompaniament  | Note                     |
| ---- | ---------------- | ------------------------------------------------------------------------------- | --------------------------------- | ----------------------------------- | -------------- | ------------------------ |
| 1933 | DV 1219          | Голубые глаза (Ochi albaștri) Вино любви (Vinul dragostei)                      | O. Strok M. Marianovski           | O. Strok M. Marianovski             | Orch. Columbia | înregistrat la Viena     |
| 1933 | DV 1220          | Чёрные глаза (Ochi negri) Станочек (Mașinuță)                                   | O. Strok B. Prozorovski           | O. Strok B. Timofeev                | Orch. Columbia | înregistrat la Viena     |
| 1933 | DV 1221          | Что мне горе (Ce arde în mine) Жизнь цыганская (Viață de țigan)                 | S. Pokrass S. Pokrass             | P. Gherman B. Timofeev              | Orch. Columbia | înregistrat la Viena     |
| 1933 | DV 1222          | Рюмка водки (Un pahar de vodcă) Льется песня (Se aude un cântec)                | M. Marianovski V. Krucinin        | M. Marianovski M. Lahtin            | Orch. Columbia | înregistrat la Viena     |
| 1933 | DV 1223          | Чубчик (Moțul) Прощай, мой табор (Rămâi cu bine, tabăra mea)                    | P. Leșcenco B. Prozorovski        | P. Leșcenco B. Makovski             | Orch. Columbia | înregistrat la Viena     |
| 1933 | DV 1224          | Бессарабянка (Basarabeanca) Буран (Viscol)                                      | P. Leșcenco P. Leșcenco           | P. Leșcenco P. Leșcenco             | Orch. Columbia | înregistrat la Viena     |
| 1933 | DV 1269          | Марфуша (Marfușa) Вернулась снова ты (Iar te-ai întors)                         | M. Marianovski P. Leșcenco        | M. Marianovski P. Leșcenco          | Orch. Columbia | înregistrat la Viena     |
| 1933 | DV 1270          | У самовара (Lângă samovar) Моё последнее танго (Ultimul meu tango)              | F. Gordon O. Strok                | F. Gordon O. Strok                  | Orch. Columbia | înregistrat la Viena     |
| 1933 | DV 1271          | Ты и эта гитара (Tu și această ghitară) Скучно (Plictisit)                      | E. Petersburgski A. Vladi         | Ratinovski P. Leșcenco              | Orch. Columbia | înregistrat la Viena     |
| 1933 | DC 234           | Останься (Ostansia) Миранда (Miranda)                                           | E. Ghenigsberg M. Marianovski     | E. Ghenigsberg M. Marianovski       | Orch. Columbia | înregistrat la Viena     |
| 1933 | DC 235           | Аникуша (Anikușa) Милость (Milă)                                                | K. Romano G. Vars                 | P. Leșcenco P. Leșcenco             | Orch. Columbia | înregistrat la Viena     |
| 1933 | DC 236           | Не уходи (Nu pleca) Сашка (Sașka)                                               | E. Skliarov M. Halm & P. Leșcenco | P. Leșcenco P. Leșcenco             | Orch. Columbia | înregistrat la Viena     |
| 1933 | DC 237           | Я бы так хотел любить (Aș vrea să te iubesc așa) Миша (Mișa)                    | E. Skliarov G. Vilnov             | N. Mihailova P. Leșcenco            | Orch. Columbia | înregistrat la Viena     |
| 1933 | DC 238           | Мальчишка (Băiețelul) В цирке (La circ)                                         | cântec popular A. Mirski          | cântec popular A. Agnivțev          | Orch. Columbia | înregistrat la Viena     |
| 1933 | DC 239           | Возле леса (Aproape de pădure) Частушки (Cuplete)                               | I. Prigoji cântec popular         | I. Prigoji cântec popular           | Orch. Columbia | înregistrat la Viena     |
| 1933 | DC 240           | Андрюша (Andriușa) Трошка (Troșka)                                              | M. Belostoțki N. Tagamlițki       | P. Leșcenco N. Tagamlițki           | Orch. Columbia | înregistrat la Viena     |
| 1933 | DC 241           | Кто ты? (Cine ești?) Алёша (Alioșa)                                             | M. Marianovski G. Korologos       | M. Marianovski P. Leșcenco          | Orch. Columbia | înregistrat la Viena     |
| 1935 | DC 232           | За гитарный перебор (Cântec pentru ghitară) Пой, цыгане (Cântă, țigane)         | I. Hait A. Grigorev               | B. Prozorovskogo P. Leșcenco        | Orch. Columbia | înregistrat la Londra    |
| 1935 | DC 233           | Признайся мне (Mărturisește-mi) Спи, моё бедное сердце (Dormi, biata mea inimă) | A. Gold P. Leșcenco               | O. Strok O. Strok                   | Orch. Columbia | înregistrat la Londra    |
| 1935 | DC 249           | Мой друг (Prietenul meu) Серенада (Serenadă)                                    | A. Gold P. Leșcenco               | S. Serra-Leone P. Leșcenco          | Orch. Columbia | înregistrat la Londra    |
| 1936 | DR 74            | Сердце (Inima) Марш весёлых ребят (Marș)                                        | I. Dunaevski I. Dunaevski         | V. Lebedev-Kumach V. Lebedev-Kumach | Orch. Columbia | înregistrat la București |
| 1936 | DR 90            | Татьяна (Tatiana) Настенька (Nastenka)                                          | M. Marianovski T. Koren           | M. Marianovski P. Leșcenco          | Orch. Columbia | înregistrat la București |
| 1936 | DR 91            | Плачь, цыган (Plângi, țigane) Ты едешь пьяная (Umbli beat)                      | B. Fomin P. Leșcenco              | B. Timofeev P. Leșcenco             | Orch. Columbia | înregistrat la București |
| 1936 | DR 92            | Сердце мамы (Inimă de mamă) Кавказ (Caucaz)                                     | Z. Karasinski M. Marianovski      | I. Kataska M. Marianovski           | Orch. Columbia | înregistrat la București |
| 1936 | DR 93            | Мусенька (Musenca) Дуня (Dunia)                                                 | O. Strok M. Marianovski           | O. Strok M. Marianovski             | Orch. Columbia | înregistrat la București |
| 1936 | DC 286           | Лошадки (Cai) Ха-ча-ча (Ha-cea-cea)                                             | P. Leșcenco V. Gheiman            | P. Leșcenco P. Leșcenco             | Orch. Columbia | înregistrat la București |

## Discuri Electrecord
| An   | Număr de catalog | Piese                                                                                                   | Compozitor                        | Textier                               | Acompaniament     | Note                     |
| ---- | ---------------- | --- | --------------------------------- | ------------------------------------- | ----------------- | ------------------------ |
| 1946 | 1552             | Темная ночь (Noapte întunecoasă)                                                                        | N. Bogoslovski                    | V. Agatov                             | Orch. Electrecord | înregistrat la București |
| 1946 | 1553             | Наташа (Natașa)                                                                                         | A. Albin                          | P. Leșcenco                           | Orch. Electrecord | înregistrat la București |
| 1946 | 1554             | Надя-Надечка (Nadia-Nadicika) Любимая (Iubito)                                                          | A. Albinin P. Leșcenco            | P. Leșcenco P. Leșcenco               | Orch. Electrecord | înregistrat la București |
| 1947 | 1628             | Моя Марусечка (Marusecika mea) Сердце (Inima)                                                           | P. Leșcenco I. Dunaevski          | E. Vilnov V. Lebedev-Kumach           | Orch. Electrecord | înregistrat la București |
| 1947 | 1629             | Бродяга (Vagabondul) Черние коссы (Cosițe negre)                                                        | cântec popular rusesc P. Leșcenco | I. Kondratev P. Leșcenco              | Orch. Electrecord | înregistrat la București |
| 1947 | 1630             | Чорные глаза (Ochii negri) Андрюша (Andriușa)                                                           | O. Strok M. Belostoțki            | O. Strok P. Leșcenco                  | Orch. Electrecord | înregistrat la București |
| 1947 | 1631             | Катя, Катя (Katia, Katia) Студенточка (Studentă mică)                                                   | O. Strok K. Moskopod              | I. Berkovich, P. Leșcenco P. Leșcenco | Orch. Electrecord | înregistrat la București |
| 1947 | 1649             | Петрушка (Petrușka) Сердце мамы (Inimă de mamă)                                                         | A. Albin Z. Karasinski            | P. Leșcenco I. Kataska                | Orch. Electrecord | înregistrat la București |
| 1947 | 1650             | Лошадки (Cai) Сашка (Sașka)                                                                             | P. M. Halm, P. Leșcenco           | P. Leșcenco P. Leșcenco               | Orch. Electrecord | înregistrat la București |
| 1947 | 1651             | Рюмка водки (Un pahar de vodcă) Не уходи (Nu pleca)                                                     | M. Marianovski E. Skliarov        | M. Marianovski P. Leșcenco            | Orch. Electrecord | înregistrat la București |
| 1947 | 1652             | Марфуша (Marfușa) Послушай что скажу я (Ascultă ce-ți spun)                                             | M. Marianovski A. Albin           | M. Marianovski P. Leșcenco            | Orch. Electrecord | înregistrat la București |
| 1947 | 1653             | Вечерний звон (Sunetul clopotului de vecernie) Однозвучно гремит колокольчик (Bate clopotul singuratic) | A. Masolov, L. Gavrilov I. Kozlov | A. Gurilev I. Makarov                 | Orch. Electrecord | înregistrat la București |

### Discuri de 33 rot/min
- - Chants Tziganes de Russie – orchestra Frank Fox [Columbia FS 1055, XL 290/291]
  - Peter Lescenco sings - [Columbia 33GS 702, XHR 1/]
  - P. Leshtchenko (in concert) - [Solo Records S-602]
  - Peter Lestchenko. Russian songs - [Counterpoint CPT 573; Esoteric Records Inc.]
  - Russian tangos, vol. 2. Peter Leshtchenko and his Orchestra - [Bruno Records BR 50107]
  - Songs of old Russia. Peter Leshtchenko and his Orchestra - [Request Records SRLP 8112, США]
  - Поет Пётр Лещенко - [«Мелодия» M60 48297 001]
  - Поет Пётр Лещенко — 2 [«Мелодия» M60 48819 008]
  - Поет Пётр Лещенко — 3 [«Мелодия» M60 49001 004]
  - Поет Пётр Лещенко — 4 [«Мелодия» M60 49243 005]
  - Поет Пётр Лещенко — 5 [«Мелодия» M60 49589 000]

### Compact Disk
- - Пой, цыган! (в серии «Кумиры прошлых лет») - [Creative Attraction CAD01-102] – 2001
  - Petr Lescenco singt - [Preiser Records CD90457] – 2001
  - Бродяга - 1995
  - Великие исполнители 1
  - Великие исполнители 2
  - Веселись, душа! – 2001
  - Всё, что было
  - Жизнь цыганская – 1995
  - Караван – 1995
  - Синяя рапсодия – 1995
  - Избранное – 2000
  - Мое последнее танго - 1995
  - Не уходи - 1996
  - Пётр Лещенко
  - Пой, цыган! - 2001
  - Скажите, почему? - 1996
  - У самовара – 1999
  - Чёрные глаза - 1994
  - Gipsy Songs & Other Passions 1931 – 1999
  - Золотые россыпи романса - 2000
  - Grand Collection - Пётр Лещенко (CD) – 2006
  - Пётр Лещенко - Русскйе Шансонъе  - (Pyotr Leshchenko - Chanteurs Russes) – Prolog Myuzic (B002L0ML86)

### Discuri MP3
- - MP-3 Collection Пётр Лещенко
  - МР-3 Пётр Лещенко - 2001
  - МР-3 Collection Пётр Лещенко II
  - Только лучшее - 2008
  - Russian Popular Music in 78 Rpm Recordings / Pyotr Leshchenko - MUSICAL ARK (B001R326K6) - 2007